# Manavayal
Manavayal è un villaggio del taluk di Pattukkottai nel distretto di Thanjavur, nella regione del Tamil Nadu, in India.

## Demografia
Al censimento del 2011, Manavayal aveva una popolazione di 545 persone. Al censimento precedente (del 2001) il villaggio aveva 516 abitanti. Secondo tale censimento vi erano 249 maschi e 267 femmine (con un rapporto di 1:1,072). Il tasso di alfabetizzazione era pari al 63,03%.